# Genius Sonority
Genius Sonority (ジニアス・ソノリティ株式会社, Jiniasu Sonoriti Kabushiki Kaisha) é um estúdio de desenvolvimento de jogos eletrônicos japonês, cujo quadro de funcionários consiste de programadores que haviam previamente trabalhado em jogos da série Dragon Quest.

## História
A Genius Sonority começou suas operações em julho de 2001, com o propósito original de desenvolver jogos da franquia Pokémon para consoles, e oficialmente incorporada em junho de 2002, com financiamento fornecido pelo Q Fund, uma reserva de dinheiro utilizada para apoiar empresas startup da Nintendo do então presidente da companhia, Hiroshi Yamauchi. Acionistas atuais da empresa incluem Yamana Satoru, Nintendo, e The Pokémon Company. O fundador e atual presidente da empresa, Manabu Yamana, era uma das pessoas-chave na Heartbeat, uma empresa que desenvolvia jogos na série Dragon Quest para a Enix. Yamana foi acompanhado em seus esforços por membros da Creatures, Inc., a subsidiária da Nintendo responsável pela série Earthbound.
Bem como desenvolver vários títulos relacionados a Pokémon, a Genius Sonority também co-desenvolveu Dragon Quest Swords: The Masked Queen and the Tower of Mirrors para o Wii com a Eighting. O jogo foi lançado no Japão em julho de 2007, e no resto do mundo dentro de 10 meses. Em 2021, a Genius Sonority contava com 22 funcionários.

## Jogos
| Ano  | Título                                                         | Plataformas                    | Publicadora                                                    | Ref.        |
| ---- | -------------------------------------------------------------- | ------------------------------ | -------------------------------------------------------------- | ----------- |
| 2003 | Pokémon Colosseum                                              | GameCube                       | - Nintendo - The Pokémon Company                               |             |
| 2005 | Pokémon XD: Gale of Darkness                                   | GameCube                       | - Nintendo - The Pokémon Company                               |             |
| 2006 | Pokémon Trozei!                                                | Nintendo DS                    | - Nintendo - The Pokémon Company                               |             |
| 2007 | Pokémon Battle Revolution                                      | Wii                            | - Nintendo - The Pokémon Company                               |             |
| 2007 | Dragon Quest Swords: The Masked Queen and the Tower of Mirrors | Wii                            | Square Enix                                                    |             |
| 2007 | 100 Classic Book Collection                                    | Nintendo DS                    | Nintendo                                                       | [ 5 ]       |
| 2008 | Disney Fairies: Tinker Bell                                    | Nintendo DS                    | Disney Interactive                                             |             |
| 2010 | Otona no Renai Shousetsu: Harlequin Selection                  | Nintendo DS                    | Nintendo                                                       | [ 6 ]       |
| 2011 | Learn with Pokémon: Typing Adventure                           | Nintendo DS                    | - Nintendo - The Pokémon Company                               |             |
| 2012 | The Denpa Men: They Came By Wave                               | Nintendo 3DS                   | Genius Sonority                                                |             |
| 2012 | The Denpa Men 2: Beyong the Waves                              | Nintendo 3DS                   | Genius Sonority                                                |             |
| 2012 | The Denpa Men 3: The Rise of Digitoll                          | Nintendo 3DS                   | Genius Sonority                                                |             |
| 2014 | Pokémon Battle Trozei                                          | Nintendo 3DS                   | The Pokémon Company                                            |             |
| 2014 | The Denpa Man RPG Free!                                        | Nintendo 3DS                   | Genius Sonority                                                | [ 7 ] [ 8 ] |
| 2015 | Pokémon Shuffle                                                | - Nintendo 3DS - Android - iOS | - Nintendo (Nintendo 3DS) - The Pokémon Company (iOS, Android) |             |
| 2017 | The New Denpa Men                                              | - Android - iOS                | Genius Sonority                                                | [ 9 ]       |
| 2020 | Pokémon Café Mix                                               | - Nintendo 3DS - Android - iOS | - Nintendo (Nintendo 3DS) - The Pokémon Company (iOS, Android) |             |